# Ikire
Ikire este un oraș agricol din statul Osun, Nigeria. În 2006 avea 244.273 de locuitori.